# Petrushka (personaje)
Petrushka (en ruso: Петру́шка), conocido también como Petrouchka, es un personaje tipo perteneciente al folclore ruso, creado en el siglo XVII y utilizado principalmente en el teatro de marionetas de ese país. Los Petrushkas son tradicionalmente representados en marionetas o títeres de guante.  El personaje es una especie de bufón que se distingue por su vestido rojo, un sombrero puntiagudo o kolpak también rojo y, a menudo, una larga nariz. Logró una mayor repercusión internacional con el nacimiento y popularidad del ballet Petrushka de Ígor Stravinski, que hace uso del personaje y algunas variables del mismo y estuvo protagonizado por el bailarín Vaslav Nijinsky.

## Origen de la palabra

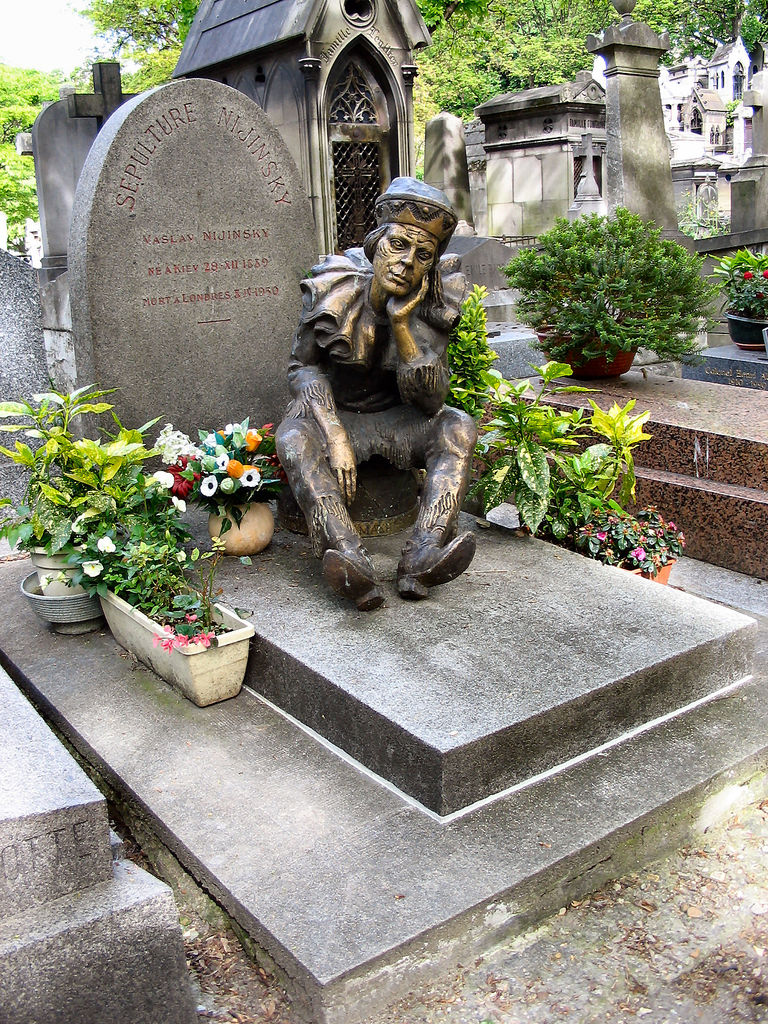
Tumba del célebre bailarín Vaslav Nijinsky en el Cementerio de Montmartre en París. La estatua, donada por Serge Lifar, muestra a Nijinsky vestido con el atuendo de Petrushka.

Aunque la palabra rusa "petrushka" tiene un homónimo que significa "perejil", en este contexto la palabra es en realidad un hipocorístico (diminutivo) para "Piotr" (Пётр), que significa el nombre masculino Pedro en ruso. A pesar de ello, el personaje tiene poco o nada en común con los personajes de la comedia del arte italiana "Petruccio" o "Pierrot", sino más bien se trata de una versión rusa de los personajes "Punch" o "Polichinela".

## Historia
Pietro-Mira Pedrillo de Italia, el bufón de la corte de la emperatriz Ana de Rusia, aparentemente sirvió como prototipo para el diseño del personaje Petrushka. Al igual que Punch, la voz de Petrushka fue creada con la ayuda de un silbato especial, y el diálogo se basó en un cambio momentáneo del pischik (o zhaleika) y la voz "en vivo" de otros personajes. Había una serie de argumentos básicos: el tratamiento médico de Petrushka, su aprendizaje en el servicio militar, una escena con su novia y la compra de un caballo, entre otros.
Inicialmente, Petrushka era característico de la típica comedia física o slapstick, dirigida a un público adulto. A medida que el teatro de marionetas se fue convirtiendo en un entretenimiento predominantemente infantil, Petrushka se volvió menos vulgar y agresivo. En la Unión Soviética, Petrushka apareció ampliamente en el teatro de agitación, defendiendo a los campesinos pobres y atacando a los kuláks.